# The Best FIFA Football Awards 2018
Bei den The Best FIFA Football Awards 2018 wurden am 24. September 2018 in London der 28. FIFA-Weltfußballer des Jahres, die 18. FIFA-Weltfußballerin des Jahres, der 9. FIFA-Welttrainer des Jahres im Männer- und Frauenfußball und der 2. FIFA-Welttorhüter des Jahres gekürt. Zudem wurden die FIFA FIFPro World XI, der FIFA-Fanpreis, der FIFA-Puskás-Preis und der FIFA-Fairplay-Preis vergeben.

## FIFA-Weltfußballer des Jahres

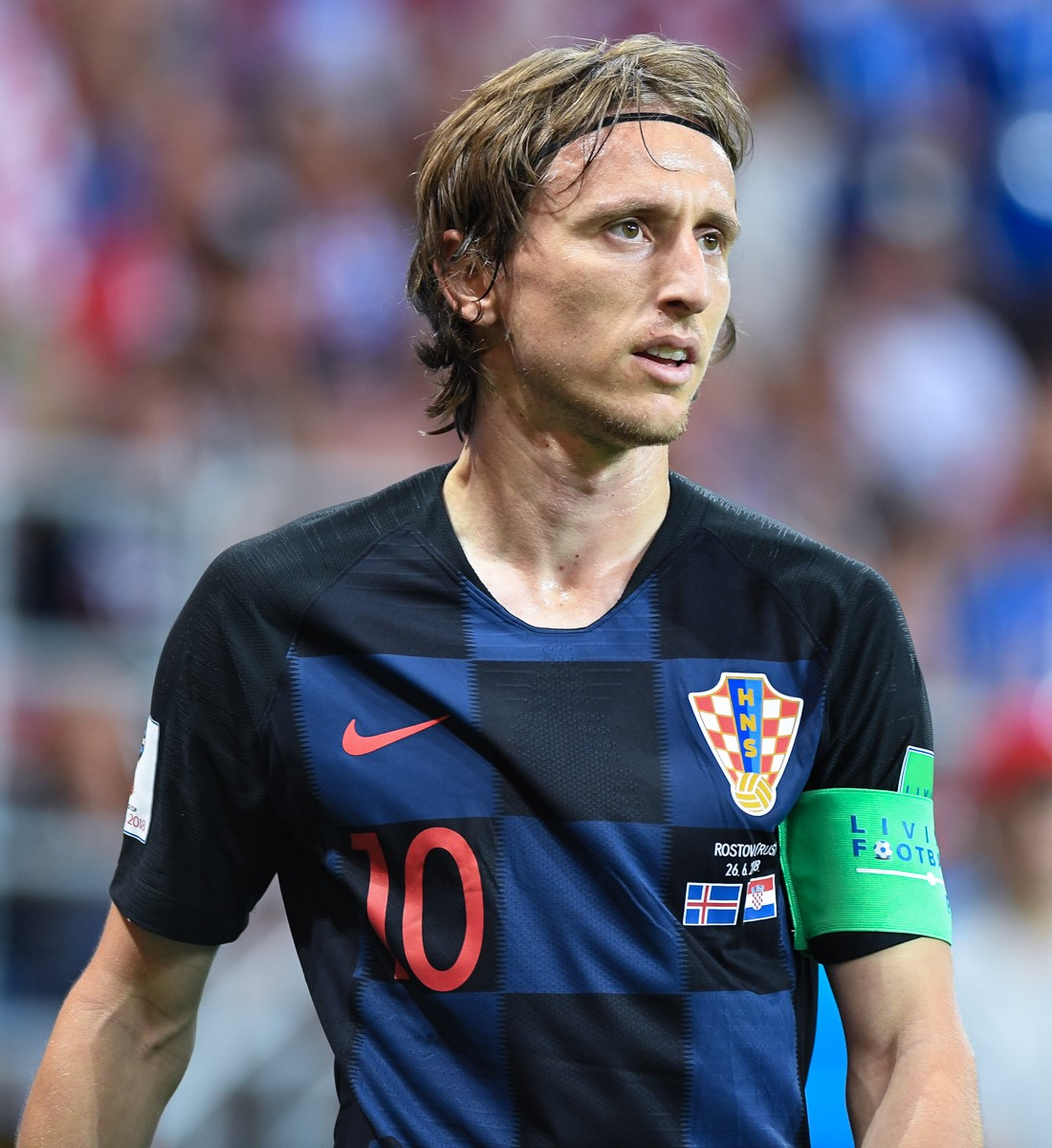
FIFA-Weltfußballer des Jahres 2018
Luka Modrić

Am 24. Juli 2018 veröffentlichte die FIFA eine Liste mit 10 Spielern, aus der der FIFA-Weltfußballer gewählt wurde. Der Gewinner wurde durch eine Abstimmung unter Nationaltrainern, Nationalmannschaftskapitänen, Medienvertretern und Fans ermittelt. Diese nannten jeweils die drei ihrer Meinung nach besten Fußballer. Eine Nennung an Platz eins brachte fünf Punkte, ein zweiter Platz drei Punkte, der dritte Platz einen Punkt. Danach wurden die Punkte addiert. Die drei Finalisten wurden am 3. September 2018 bekanntgegeben. Gewinner wurde Luka Modrić.
| Platz              | Spieler           | Nationalität | Verein(e)                    | Stimmenanteil |
| Finalisten         | Finalisten        | Finalisten   | Finalisten                   | Finalisten    |
| ------------------ | ----------------- | ------------ | ---------------------------- | ------------- |
| 1.                 | Luka Modrić       | Kroatien     | Real Madrid                  | 29,05 %       |
| 2.                 | Cristiano Ronaldo | Portugal     | Real Madrid / Juventus Turin | 19,08 %       |
| 3.                 | Mohamed Salah     | Ägypten      | FC Liverpool                 | 11,23 %       |
| Weitere Kandidaten |                   |              |                              |               |
| 4.                 | Kylian Mbappé     | Frankreich   | Paris Saint-Germain          | 10,52 %       |
| 5.                 | Lionel Messi      | Argentinien  | FC Barcelona                 | 9,81 %        |
| 6.                 | Antoine Griezmann | Frankreich   | Atlético Madrid              | 6,69 %        |
| 7.                 | Eden Hazard       | Belgien      | FC Chelsea                   | 5,65 %        |
| 8.                 | Kevin De Bruyne   | Belgien      | Manchester City              | 3,54 %        |
| 9.                 | Raphaël Varane    | Frankreich   | Real Madrid                  | 3,45 %        |
| 10.                | Harry Kane        | England      | Tottenham Hotspur            | 0,98 %        |

## FIFA-Weltfußballerin des Jahres

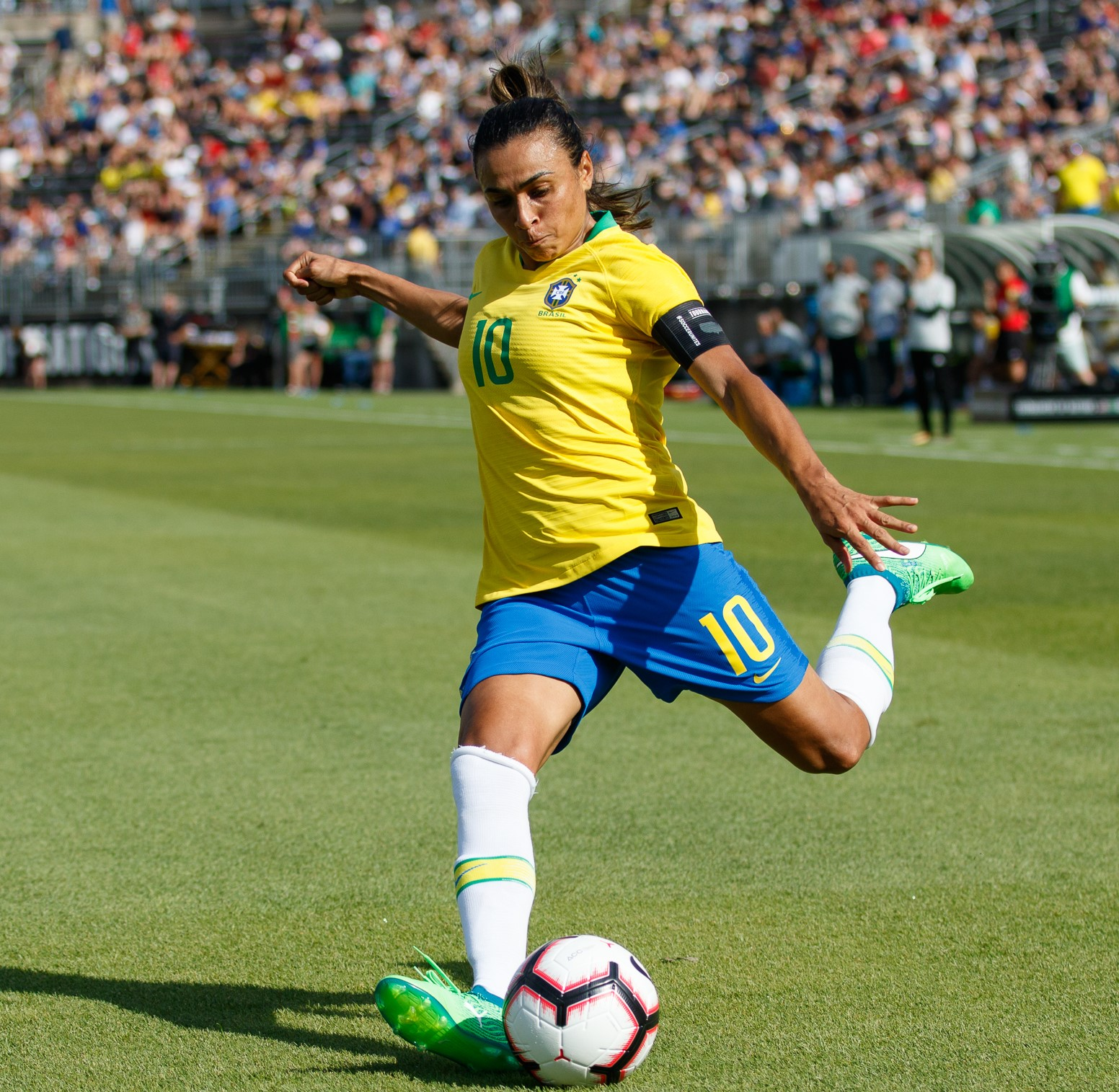
FIFA-Weltfußballerin des Jahres 2018
Marta

Gewinnerin wurde zum sechsten Mal die Rekordgewinnerin Marta, die somit ihren Vorsprung auf Birgit Prinz (3) ausbaute.
| Platz                 | Spieler            | Nationalität       | Verein(e)                                     | Stimmenanteil |
| Finalistinnen         | Finalistinnen      | Finalistinnen      | Finalistinnen                                 | Finalistinnen |
| --------------------- | ------------------ | ------------------ | --------------------------------------------- | ------------- |
| 1.                    | Marta              | Brasilien          | Orlando Pride                                 | 14,73 %       |
| 2.                    | Dzsenifer Marozsán | Deutschland        | Olympique Lyon                                | 12,86 %       |
| 3.                    | Ada Hegerberg      | Norwegen           | Olympique Lyon                                | 12,60 %       |
| Weitere Kandidatinnen |                    |                    |                                               |               |
| 4.                    | Megan Rapinoe      | Vereinigte Staaten | Seattle Reign                                 | 11,64 %       |
| 5.                    | Pernille Harder    | Dänemark           | VfL Wolfsburg                                 | 10,08 %       |
| 6.                    | Lucy Bronze        | England            | Olympique Lyon                                | 8,65 %        |
| 7.                    | Amandine Henry     | Frankreich         | Olympique Lyon                                | 8,11 %        |
| 8.                    | Wendie Renard      | Frankreich         | Olympique Lyon                                | 7,89 %        |
| 9.                    | Sam Kerr           | Australien         | Perth Glory / Sky Blue FC / Chicago Red Stars | 6,78 %        |
| 10.                   | Saki Kumagai       | Japan              | Olympique Lyon                                | 6,66 %        |

## FIFA-Welttorhüter des Jahres

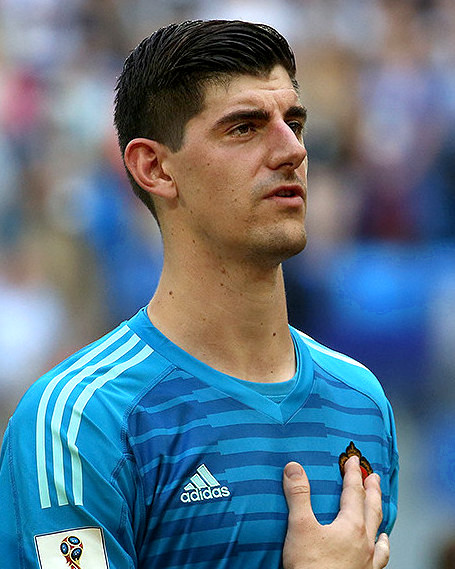
FIFA-Welttorhüter des Jahres 2018
Thibaut Courtois

Gewinner wurde Thibaut Courtois.
| Platz             | Torhüter         | Nationalität   | Verein(e)                |            |
| Finalisten        | Finalisten       | Finalisten     | Finalisten               | Finalisten |
| ----------------- | ---------------- | -------------- | ------------------------ | ---------- |
| 1.                | Thibaut Courtois | Belgien        | FC Chelsea / Real Madrid |            |
|                   | Hugo Lloris      | Frankreich     | Tottenham Hotspur        |            |
| Kasper Schmeichel | Dänemark         | Leicester City |                          |            |

## FIFA-Welttrainer des Jahres (Männerfußball)

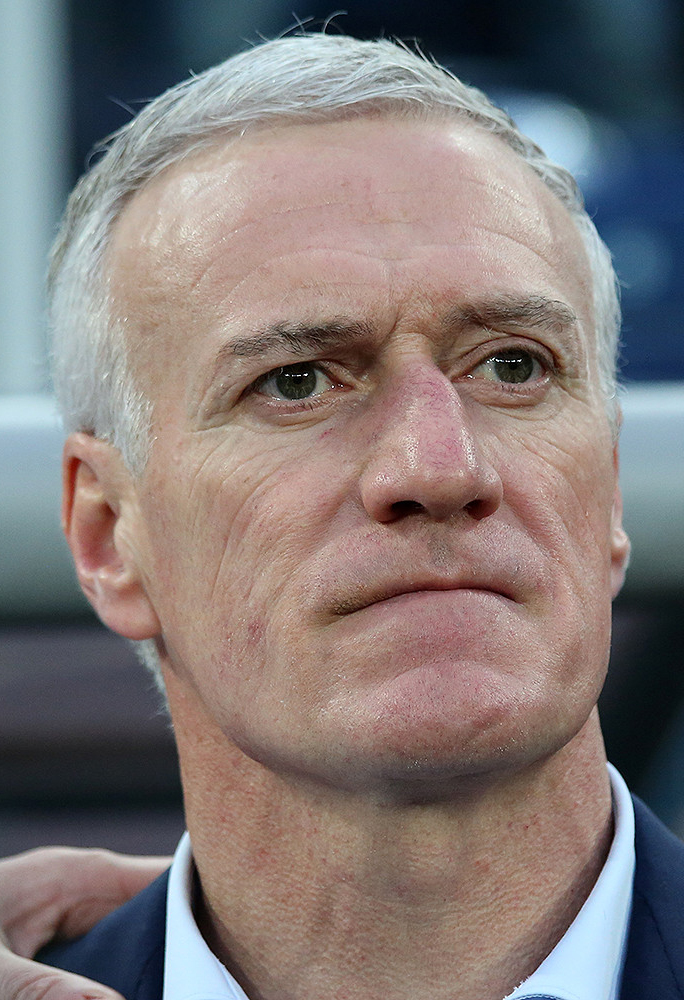
FIFA-Welttrainer des Jahres im Männerfußball 2018
Didier Deschamps

Gewinner wurde Didier Deschamps, der im selben Jahr mit der französischen Nationalmannschaft Weltmeister wurde.
| Platz              | Trainer                   | Nationalität | Team            | Stimmenanteil |
| Finalisten         | Finalisten                | Finalisten   | Finalisten      | Finalisten    |
| ------------------ | ------------------------- | ------------ | --------------- | ------------- |
| 1.                 | Didier Deschamps          | Frankreich   | Frankreich      | 30,52 %       |
| 2.                 | Zinédine Zidane           | Frankreich   | Real Madrid     | 25,74 %       |
| 3.                 | Zlatko Dalić              | Kroatien     | Kroatien        | 11,81 %       |
| Weitere Kandidaten |                           |              |                 |               |
| 4.                 | Pep Guardiola             | Spanien      | Manchester City | 11,46 %       |
| 5.                 | Jürgen Klopp              | Deutschland  | FC Liverpool    | 7,18 %        |
| 6.                 | Diego Simeone             | Argentinien  | Atlético Madrid | 3,23 %        |
| 7.                 | Roberto Martínez          | Spanien      | Belgien         | 2,61 %        |
| 8.                 | Ernesto Valverde          | Spanien      | FC Barcelona    | 2,39 %        |
| 9.                 | Stanislaw Tschertschessow | Russland     | Russland        | 2,14 %        |
| 10.                | Gareth Southgate          | England      | England         | 1,57 %        |
| 11.                | Massimiliano Allegri      | Italien      | Juventus Turin  | 1,35 %        |

## FIFA-Welttrainer des Jahres (Frauenfußball)

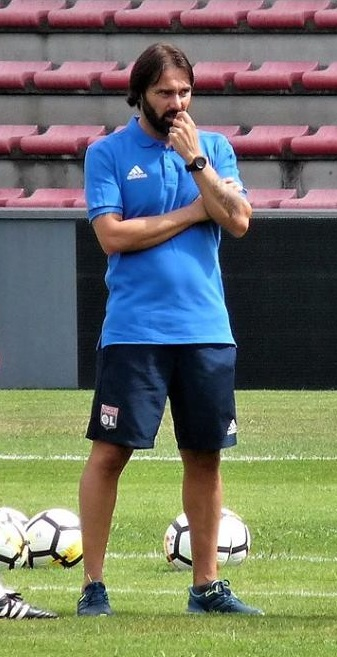
FIFA-Welttrainer des Jahres im Frauenfußball 2018
Reynald Pedros

Gewinner wurde Reynald Pedros.
| Platz              | Trainer                  | Nationalität       | Team            | Stimmenanteil |
| Finalisten         | Finalisten               | Finalisten         | Finalisten      | Finalisten    |
| ------------------ | ------------------------ | ------------------ | --------------- | ------------- |
| 1.                 | Reynald Pedros           | Frankreich         | Olympique Lyon  | 23,15 %       |
| 2.                 | Sarina Wiegman           | Niederlande        | Niederlande     | 15,31 %       |
| 3.                 | Asako Takakura           | Japan              | Japan           | 12,80 %       |
| Weitere Kandidaten |                          |                    |                 |               |
| 4.                 | Emma Hayes               | England            | FC Chelsea      | 10,73 %       |
| 5.                 | Stephan Lerch            | Deutschland        | VfL Wolfsburg   | 9,21 %        |
| 6.                 | Martina Voss-Tecklenburg | Deutschland        | Schweiz         | 7,42 %        |
| 7.                 | Vadão                    | Brasilien          | Brasilien       | 6,66 %        |
| 8.                 | Jorge Vilda              | Spanien            | Spanien         | 5,93 %        |
| 9.                 | Mark Parsons             | Vereinigte Staaten | Portland Thorns | 5,04 %        |
| 10.                | Alen Stajcic             | Australien         | Australien      | 3,75 %        |

## Weitere Auszeichnungen
- FIFA FIFPro World XI: Siehe FIFA FIFPro World XI#2018
- FIFA-Fanpreis: Fans von  Peru (siehe FIFA-Fanpreis#2018)
- FIFA-Puskás-Preis:  Mohamed Salah (siehe FIFA-Puskás-Preis#2018)
- FIFA-Fairplay-Preis:  Lennart Thy (siehe FIFA-Fairplay-Preis#Preisträger)